# Mark R. Showalter
Mark Robert Showalter (n. el 5 de diciembre de 1957) es un científico estadounidense, investigador del Instituto SETI. Es el descubridor de cinco lunas y tres anillos planetarios. Es investigador de la NASA Planetary Data System y coinvestigador de la misión Cassini-Huygens a Saturno, trabaja en estrecha colaboración con la misión New Horizons a Plutón.